# Bank of America Plaza (Dallas)
Bank of America Plaza es un rascacielos de 72 plantas y 281 metros (921 pies) situado en el Main Street District de Dallas, Estados Unidos. Con sus 281 m de altura, es el rascacielos más alto de Dallas y el tercero más alto en el estado de Texas. Contiene 170 000 m² de oficinas. Fue diseñado por JPJ Architects, Inc., junto con Bramalea LTD. El propietario original del edificio fue un acuerdo de empresa conjunta, entre las que se encontraban Prudential Insurance, Bramalea LTD e InterFirst Bank. La construcción del edificio comenzó en 1983 y finalizó en 1985.   

## Diseño

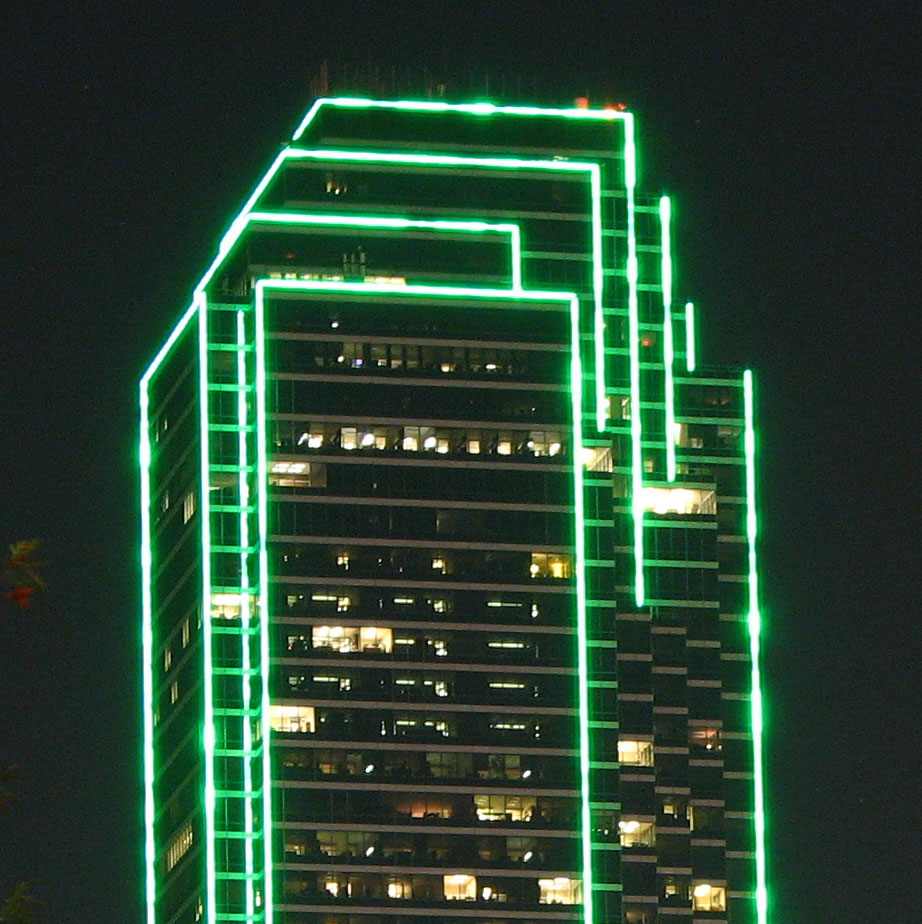
Iluminación del Bank of America Plaza de noche

### Iluminación
La silueta del edificio es acentuada de noche por una iluminación de argón verde a lo largo de las aristas del edificio.
Este rascacielos fue uno de los primeros edificios de Estados Unidos que recibieron el premio de eficiencia eléctrica Energy Star.

### Centro de comunicaciones
Las dos últimas plantas del edificio funcionan como una torre de telecomunicaciones, usando al edificio como la estructura de la torre. ABC, CBS, NBC, FOX y WBTV operan la transmisión en la planta 72 y azotea de la 74, así como la mayoría de agencias de ejecución de la ley federal. Todas los dispositivos de emisión de microondas y el servicio fijo de antenas están escondidos en un parapeto de comunicaciones de cristal diseñado específicamente, situado en la planta más alta. La base del parapeto de la planta 73 está abierta al centro de datos y comunicaciones de la planta 72 permitiendo acceso fácil y seguro a la instalación y servicio de dispositivos sin cables. También protege el hardware de las inclemencias meteorológicas. El rascacielos dispone de un sofisticado sistema distribuido de antenas en el edificio, así como un centro de datos compartido por los inquilinos. Telecommunication Properties, Inc diseñó este sistema en 1985. W5EBQ posee un repetidor de 2,7 metros instalado en lo más alto del edificio.   

## Historia
El edificio fue llamado originalmente Dallas Main Center, después InterFirst Bank Plaza, posteriormente Republic Bank Plaza, seguido por First Republic Bank Plaza, NCNB Plaza, NationsBank Plaza y finalmente Bank of America Plaza desde 1998.

## Galería

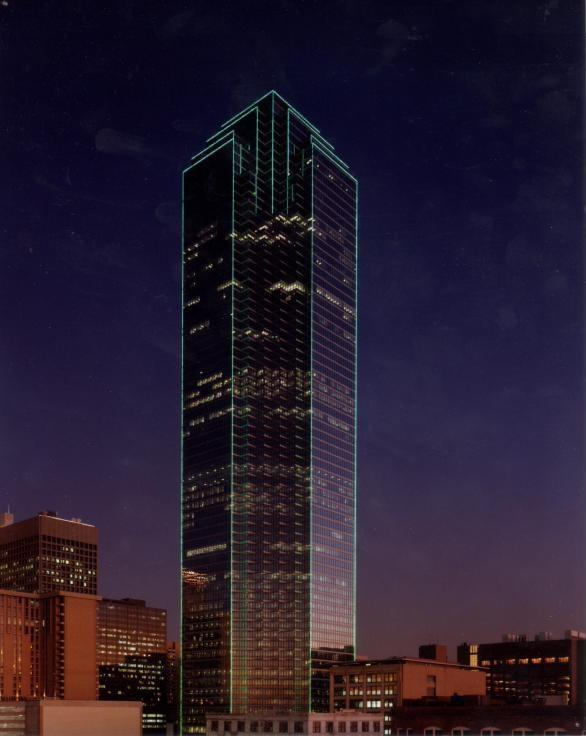
Bank of America Plaza por la noche.
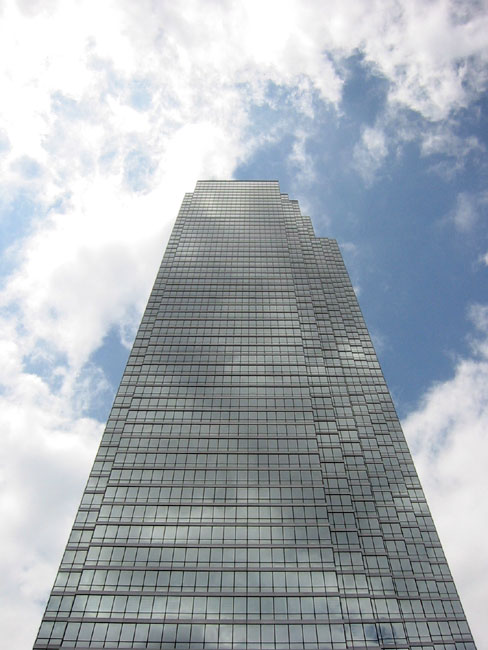
Vista del edificio.
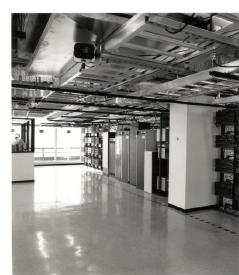
Centro de datos de la planta 72.